# Ягодіна Любов
Любов Ягодіна (Пироженко; нар. 22 вересня 1977) — українська і російська волейболістка, догравальник. Гравець національної збірної України.

## Із біографії
Один сезон захищала кольори одеської команди. Після народження сина, завершення навчання в інституті і здобуття диплома по спеціальності логопед-дефектолог переїхала до Польщі. У складі «Сталі» здобувала перемоги в чемпіонаті і кубку Польщі. З її слів, були пропозиції щодо зміни громадянства з подальшим запрошенням до збірної цієї країни. Потім був один сезон у Швейцарії і перемоги в обох внутрішніх турнірах. Серед її партнерок по «Волеро» були прозери Олімпіад росіянка Євгенія Естес і американка Логан Том.
У складі національнної збірної України виступала у 2006—2008 роках. Всього в головній команді країни провела 28 матчів.
Більшу частину волейбольної кар'єри провела в російських клубах. У ЦСКА здобула «срібло» чемпіонату і грала в фіналі кубкового турніру. В обох турнірах «армійці» поступилися команді з Одинцово, де на провідних ролях була капітан збірної України Ірина Жукова. По завершенні сезону тренери команд Суперліги визнали Любов Ягодіну найкращим гравцем чемпіонату.
Потім грала за «Ленінградку» і «Університет» з Белгорода, де не мала постійного місця в основному складі і заборгованість заробітної плати. У грудні 2009 року замінила у московському «Динамо» Наталю Сафронову, яка потрапила в лікарню з інсультом. Назабаром, 22 грудня стала володаркою кубка Росії, «динамівки» взяла верх над клубом «Заріччя» (Одинцово Московської області). У «Динамо» і «Уралочці» з Єкатеринбурга постійно здобувала медалі чемпіонату Росії. Другу частину сезону 2011/12 виступала під керівництвом Володимира Бузаєва в «Сєвєродончанці». Завершила ігрову кар'єру в турецькому «Бешикташі».

## Клуби
| Роки      | Команди                           |
| --------- | --------------------------------- |
| 1996—1997 | «Джінестра» (Одеса)               |
| 1999—2002 | «Гіданія» (Гданськ)               |
| 2002—2005 | «Сталь» (Бельсько-Бяла)           |
| 2005—2006 | «Волеро» (Цюрих)                  |
| 2006—2007 | ЦСКА (Москва)                     |
| 2007—2009 | «Ленінградка» (Санкт-Петербург)   |
| 2009—2010 | «Університет-Технолог» (Бєлгород) |
| 2009—2011 | «Динамо» (Москва)                 |
| 2011—2012 | «Уралочка» (Єкатеринбург)         |
| 2011—2012 | «Сєвєродончанка»                  |
| 2012—2013 | «Динамо» (Москва)                 |
| 2013—2014 | «Бешикташ» (Стамбул)              |

## Досягнення
- Бронзовий призер чемпіонату України (2): 1997, 2012
- Чемпіон Польщі (2): 2003, 2004
- Володар кубка Польщі (1): 2004
- Чемпіон Швейцарії (1): 2006
- Володар кубка Швейцарії (1): 2006
- Володар кубка Росії (1): 2009
- Срібний призер чемпіонату Росії (4): 2007, 2010, 2011, 2013
- Бронзовий призер чемпіонату Росії (1): 2012
- Фіналіст кубка Росії (1): 2006
- Найкраща волейболістка чемпіонату Росії (1): 2007